# Досон (Північна Дакота)
Досон (англ. Dawson) — місто (англ. city) в США, в окрузі Кіддер штату Північна Дакота. Населення — 74 особи (2020).

## Географія
Досон розташований за координатами 46°52′4″ пн. ш. 99°45′13″ зх. д. / 46.86778° пн. ш. 99.75361° зх. д. (46.867914, -99.753626).  За даними Бюро перепису населення США в 2010 році місто мало площу 0,88 км², уся площа — суходіл.

## Демографія
Згідно з переписом 2010 року, у місті мешкала 61 особа в 30 домогосподарствах у складі 16 родин. Густота населення становила 69 осіб/км².  Було 54 помешкання (61/км²).
Расовий склад населення:
| - 100,0 % — білих |

До двох чи більше рас належало 0,0 %. Частка іспаномовних становила 8,2 % від усіх жителів.
За віковим діапазоном населення розподілялося таким чином: 21,3 % — особи молодші 18 років, 55,7 % — особи у віці 18—64 років, 23,0 % — особи у віці 65 років та старші. Медіана віку мешканця становила 52,5 року. На 100 осіб жіночої статі у місті припадало 134,6 чоловіків;  на 100 жінок у віці від 18 років та старших — 118,2 чоловіків також старших 18 років.
Середній дохід на одне домашнє господарство  становив 53 890 доларів США (медіана — 48 125), а середній дохід на одну сім'ю — 49 081 долар (медіана — 44 250). Медіана доходів становила 51 071 долар для чоловіків та 28 750 доларів для жінок. За межею бідності перебувало 2,7 % осіб, у тому числі 0,0 % дітей у віці до 18 років та 20,0 % осіб у віці 65 років та старших.
Цивільне працевлаштоване населення становило 38 осіб. Основні галузі зайнятості: будівництво — 31,6 %, транспорт — 28,9 %, освіта, охорона здоров'я та соціальна допомога — 23,7 %.